# Вевелсфлет
Вевелсфлет (њем. Wewelsfleth) општина је у њемачкој савезној држави Шлезвиг-Холштајн. Једно је од 112 општинских средишта округа Штајнбург. Према процјени из 2010. у општини је живјело 1.575 становника. Посједује регионалну шифру (AGS) 1061110, NUTS (DEF0E) и LOCODE (DE WEW) код.

## Географски и демографски подаци
Вевелсфлет се налази у савезној држави Шлезвиг-Холштајн у округу Штајнбург. Општина се налази на надморској висини од 1 метара. Површина општине износи 24,5 km². У самом мјесту је, према процјени из 2010. године, живјело 1.575 становника. Просјечна густина становништва износи 64 становника/km².